# Хан Юень
Футбольний клуб «Хан Юень» (кит.: 航源足球俱樂部 ; також пишеться як Hang Yuen) — професіональний футбольний клуб із Нового Тайбею, Тайвань, який змагається у Тайванській футбольній прем'єр-лізі. Раніше клуб був відомий під назвою Air Source Development, а зараз є афілійованим з Католицького університету Фужень. «Хан Юень» став першою тайванською командою, яка взяла участь у груповому етапі Кубка АФК.

## Історія

### Епоха міжміської футбольної ліги
Клуб був заснований як Air Source Development FC і вперше увійшов до Міжміської футбольної ліги у 2013 році. У перші роки свого існування клуб боровся за вищу лігу, регулярно граючи у кваліфікаційних раундах для того, щоб зберегти статус вищого дивізіону. У 2013 році клуб посів 7 місце з 8 команд, набравши лише 7 очок. Хоча вони виграли кваліфікаційний турнір, наступний сезон вони закінчили з тією ж кількістю очок і на кращому 6-му місці, завдяки тому, що «Чіайі Каунті» посів останнє місце, набравши 0 очок. Вони уникнули кваліфікаційного раунду в сезоні 2015-16, але цей сезон виявився для них найменш успішним, оскільки вони слідом за «Чіайі Каунті» посіли останнє місце в таблиці з 0 очками.

### Тайванська футбольна прем'єр-ліга
Для оновленої Тайванської футбольної прем'єр-ліги 2017 року компанія Air Source Development змінила свою назву на «Хан Юень» («Hang Yuan FC») і заручилася підтримкою Католицького університету Фужень, щоб підвищити рівень команди. Це дало негайні результати, оскільки «Хан Юеньь» посів 4-е місце в чемпіонаті нової вищої ліги Тайваню. Це дозволило їм грати матчі плей-офф за 3-тє місце з командою Hasus TSU F.C. За підсумками двох матчів «Хан Юень» вирвав перемогу з рахунком 5:2 і посів 3-тє місце в першому сезоні TFPL.
Через те, що Тайповер і Татунг не змогли отримати ліцензії АФК, «Хан Юень» отримав місце від Тайваню в груповому етапі Кубка АФК 2018 року, ставши першим клубом з країни, якому це вдалося. Підписавши гаїтянського легіонера та колишнього півзахисника MLS Жан-Марка Александра, команда потрапила в групу з «Бенфікою» з Макао та північнокорейськими клубами «25 квітня» і «Хвебул». За поразкою від «Бенфіки» з рахунком 3:2 сталася велика поразка від «25 квітня» з рахунком 5:1.